# Брагазин, Михаил Андреевич
Михаил Андреевич Брагазин (1916 — 27.11.1986) — первый секретарь Романовского райкома КПСС (Саратовская область), Герой Социалистического Труда.

## Биография
Родился в 1916 году в городе Николаевск Самарской губернии (сейчас — город Пугачёв Саратовской области) в семье рабочего-литейщика. Член КПСС с 1942 г.
Окончил Саратовский индустриальный техникум (1937) по специальности техник-металлург.
Послужной список:
- 1937 мастер Ярославского электро-машиностроительного завода.
- 1937—1939 мастер завода имени Масленникова в Куйбышеве (Самара).
- 1939—1942 старший технолог Пензенского завода имени М. В. Фрунзе.
- 1942—1943 заместитель начальника политотдела и секретарь партбюро Анучинской машинно-тракторной станции (МТС).
- 1943—1946 в органах государственной безопасности в должности начальника отделения НКГБ СССР Свищёвского района Пензенской области.
- 1946—1947 заведующий военным отделом Клинцовского райкома ВКП(б) (Брянская область).
- 1947—1949 учился в Саратовской двухгодичной партийной школе.
- 1949—1954 второй, с 1950 г. первый секретарь Красавского райкома ВКП(б)/КПСС Саратовской области.

С ноября 1954 года — первый секретарь Романовского райкома КПСС Балашовской (с ноября 1957 года — Саратовской) области.
Указом Президиума Верховного Совета СССР от 20 ноября 1958 года за выдающиеся успехи, достигнутые в деле увеличения производства зерна и других продуктов сельского хозяйства присвоено звание Героя Социалистического Труда.
В 1960-е гг. председатель Энгельсского райисполкома.
Делегат XXIII съезда КПСС (1966).
Умер 27 ноября 1986 года.